# Дженералі-арена (Відень)
«Дженералі арена» (нім. Generali Arena) — футбольний стадіон у місті Відень, стара назва «Стадіон Франца Горра» (нім. Franz-Horr-Stadion), Австрія, домашня арена ФК «Австрія». 

## Історія
Стадіон відкритий у 1925 році під назвою «Чеське срдце» як домашня арена місцевого ФК «Слован». З 1973 року домашні матчі на арені приймає ФК «Австрія». У 1974 році було здійснено капітальну реконструкцію стадіону, в результаті якої його було приведено до тодішніх вимог Бундесліги. Тоді ж арені присвоєно ім'я Франца Горра, колишнього австрійського політика та президента Віденської футбольної асоціації. У 1982, 1987 та 1999 роках було здійснено часткові реконструкції стадіону, в ході яких оновлювалися окремі елементи інфраструктури та збільшувалася потужність трибун. У результаті капітальної реконструкції 2008 року стадіон розширено до 15 014 місць, за рахунок спорудження нової дворівневої східної трибуни. Над всіма чотирма трибунами споруджено дах. 2011 року укладено комерційну угоду зі страховою компанією «Assicurazioni Generali», після чого стадіон перейменовано на «Дженералі арена».
Поблизу стадіону розташована радіовежа, яка використовується для прямих телетрансляцій з арени.
У 2016 році було розпочато капітальну реконструкцію арени, завершення якої заплановано на 2018 рік. Кошторис робіт складає € 42 млн. На час реконструкції тимчасовою домашньою ареною «Австрії» став Ернст-Гаппель-Штадіон.